# Henryk Jan Botor
Henryk Jan Botor, poljski skladatelj, orguljaš, dirigent i glazbeni pedagog, istaknuti suvremeni skadatelj orguljske i liturgijske glazbe. Sveučilišni je predavač na Katedri crkvene glazbe Glazbene akademije u Krakowu.
Osnovnu glazbenu školu pohađa u rodnom Tychyu, a srednju u Bielsko-Białi, smjer glasovir. Na Glazbenoj akademiji u Krakowu diplomirao glazbenu pedagogiju (1984.), skladanje (u klasi prof. Stanchowskog, 1989.) i orgulje (u klasi prof. Semeniuk-Podraz, 1989.). Usavršavao se 1990. na ljetnoj orguljaškoj školi u Haarlemu te u Njemačkoj i Nizozemskoj. Nastupao i surađivao s Narodnim simfonijskim orkestrom Poljskog radija, Krakowskom i Šleskom filharmonijom. Koncertirao na Šleskim danima poljske glazbe, Glazbenim danima krakovskih skladatelja i diljem Poljske. Skladao je glazbu za četiri dokumentarna filma. Dobitnik je prve nagrade na Natjecanju »Vox Basilicae Calissiensis« (1997.) i treće nagrade na Međunarodnom skladateljskom natjecanju u Krakowu (2004.).